# Stafford Rangers FC
Stafford Rangers FC (celým názvem: Stafford Rangers Football Club) je anglický fotbalový klub, který sídlí ve městě Stafford v nemetropolitním hrabství Staffordshire. Založen byl v roce 1876. Od sezóny 2016/17 hraje v Northern Premier League Premier Division (7. nejvyšší soutěž). Klubové barvy jsou černá a bílá.
Své domácí zápasy odehrává na stadionu Marston Road s kapacitou 4 000 diváků.

## Získané trofeje
- FA Trophy ( 2× )
  - 1971/72, 1978/79
- Staffordshire Senior Cup ( 11× )
  - 1954/55, 1956/57, 1962/63, 1971/72, 1977/78, 1986/87, 1991/92, 2002/03, 2004/05, 2014/15, 2017/18

## Úspěchy v domácích pohárech
Zdroj: 
- FA Cup
  - 4. kolo: 1974/75
- FA Trophy
  - Vítěz: 1971/72, 1978/79

## Umístění v jednotlivých sezonách
Stručný přehled
Zdroj: 
- 1891–1893: Shropshire League
- 1893–1896: Birmingham & District League
- 1900–1912: Birmingham & District League
- 1921–1940: Birmingham & District League
- 1946–1952: Birmingham Combination
- 1952–1969: Cheshire County League
- 1969–1979: Northern Premier League
- 1979–1983: Alliance Premier League
- 1983–1985: Northern Premier League
- 1985–1986: Alliance Premier League
- 1986–1995: Conference National
- 1995–1996: Southern Football League (Premier Division)
- 1996–1999: Southern Football League (Midland Division)
- 1999–2000: Southern Football League (Western Division)
- 2000–2004: Southern Football League (Premier Division)
- 2004–2006: Conference North
- 2006–2007: Conference National
- 2007–2008: Conference Premier
- 2008–2011: Conference North
- 2011–2014: Northern Premier League (Premier Division)
- 2014–2016: Northern Premier League (Division One South)
- 2016– : Northern Premier League (Premier Division)

Jednotlivé ročníky
Zdroj: 
Legenda: Z - zápasy, V - výhry, R - remízy, P - porážky, VG - vstřelené góly, OG - obdržené góly, +/- - rozdíl skóre, B - body, červené podbarvení - sestup, zelené podbarvení - postup, fialové podbarvení - reorganizace, změna skupiny či soutěže
| Sezóny  | Liga                                         | Úroveň | Z  | V  | R  | P  | VG | OG  | +/- | B  | Pozice |
| ------- | -------------------------------------------- | ------ | -- | -- | -- | -- | -- | --- | --- | -- | ------ |
| 2009/10 | Conference North                             | 6      | 40 | 10 | 14 | 16 | 59 | 70  | -11 | 44 | 16.    |
| 2010/11 | Conference North                             | 6      | 40 | 8  | 8  | 24 | 39 | 78  | -39 | 32 | 20.    |
| 2011/12 | Northern Premier League (Premier Division)   | 7      | 42 | 12 | 12 | 18 | 60 | 65  | -5  | 48 | 16.    |
| 2012/13 | Northern Premier League (Premier Division)   | 7      | 42 | 12 | 15 | 15 | 54 | 60  | -6  | 51 | 15.    |
| 2013/14 | Northern Premier League (Premier Division)   | 7      | 46 | 9  | 8  | 29 | 56 | 112 | -56 | 35 | 22.    |
| 2014/15 | Northern Premier League (Division One South) | 8      | 42 | 23 | 12 | 7  | 68 | 33  | +35 | 81 | 6.     |
| 2015/16 | Northern Premier League (Division One South) | 8      | 42 | 29 | 8  | 5  | 79 | 31  | +48 | 95 | 1.     |
| 2016/17 | Northern Premier League (Premier Division)   | 7      | 46 | 16 | 15 | 15 | 63 | 60  | +3  | 63 | 13.    |
| 2017/18 | Northern Premier League (Premier Division)   | 7      | 46 | 16 | 13 | 17 | 54 | 58  | -4  | 61 | 14.    |
| 2018/19 | Northern Premier League (Premier Division)   | 7      | 42 |    |    |    |    |     |     |    |        |